# Língua macarônica

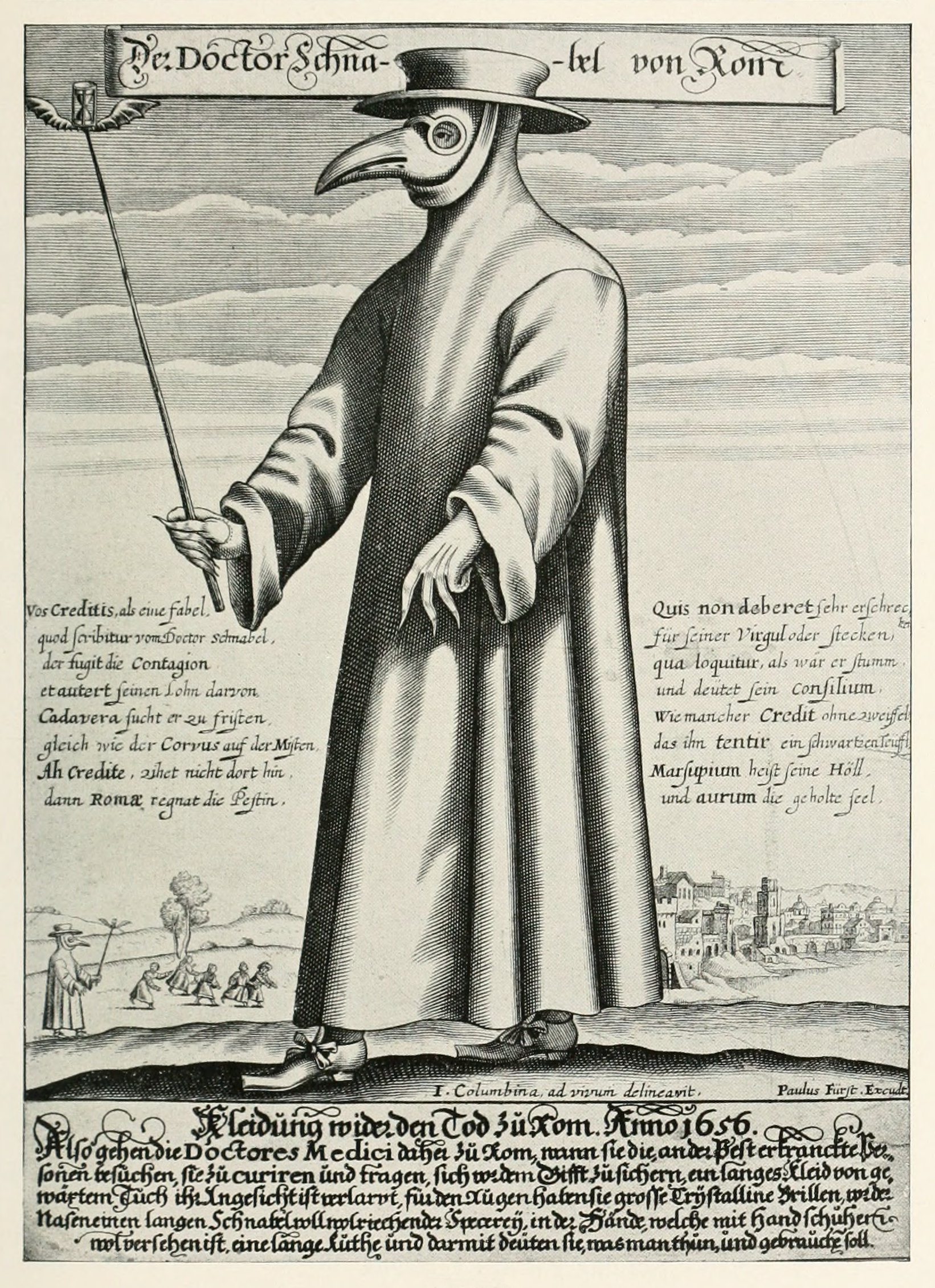
Gravura em cobre do Doctor Schnabel [ou seja, Dr. Bico] (um médico da peste na Roma do século XVII) com um poema macarônico satírico ("Vos Creditis, als eine Fabel, / quod scribitur vom Doctor Schnabel")

Uma língua macarônica é qualquer expressão que usa uma mistura de línguas, particularmente trocadilhos bilíngues ou situações em que as línguas são usados no mesmo contexto (em vez de simplesmente segmentos discretos de um texto em idiomas diferentes). Palavras híbridas são efetivamente “internamente macarônicas”. Na língua falada, a alternância de código consiste em usar mais de uma língua ou dialeto na mesma conversa.
O latim macarônico, em particular, é um jargão confuso composto de palavras vernáculas com terminações latinas ou de palavras latinas misturadas com o vernáculo em um pastiche.

## Etimologia
A palavra macarônico vem do neolatim macaronicus, que vem do italiano maccarone, ou "bolinho de massa", considerado uma comida camponesa grosseira. A palavra é, portanto, da mesma etimologia do português macarrão. Geralmente é depreciativo e usado quando a mistura de línguas tem uma intenção ou efeito humorístico ou satírico, mas às vezes é aplicado à literatura mais séria em línguas mistas.